# Yuri Tschinkel
Yuri Tschinkel (em russo:  Юрий Чинкель; Moscou, 31 de maio de 1964) é um matemático russo-alemão-estadunidense, especialista em geometria algébrica, formas automórficas e teoria dos números.
Foi palestrante convidado do Congresso Internacional de Matemáticos em Madrid  (2006: Geometry over nonclosed fields). Foi eleito fellow da American Mathematical Society em 2012. Em 2018 foi eleito membro da Academia Leopoldina.

## Publicações selecionadas
- editor com Emmanuel Peyre: "Rational points on algebraic varieties", Birkhäuser 2001
- editor com Bjorn Poonen:  Arithmetic of higher dimensional algebraic varieties , Birkhäuser 2004
- editor com Fedor Bogomolov: "Geometric methods in algebra and number theory", Birkhäuser 2005
- editor com Bogomolov: "Cohomological and geometric approaches to rationality problems: new perspectives", Birkhäuser 2009
- editor com William Duke:  Analytic Number Theory – a tribute to Gauss and Dirichlet , American Mathematical Society 2007
- editor com Yuri Zarhin:  Algebra, Arithmetic and Geometry – In Honor of Yuri Manin , Birkhäuser 2010
- editor com Wee-Teck Gan e Stephen Kudla: "Eisenstein Series and Applications", Birkhäuser 2008